# Jonathan Hardy
Jonathan Hardy, född 20 september 1940 i Wellington, Nya Zeeland, död 30 juli 2012, var en nyzeeländsk skådespelare, manusförfattare och regissör.